# Elivelivolo
L'Elivelivolo o Helicarrier è una portaerei volante immaginaria che appare nei fumetti pubblicati dalla Marvel Comics, e nei media da essi derivati. È raffigurato come il centro di comando mobile dell'agenzia di intelligence nota come S.H.I.E.L.D.
Ideato originariamente da Jack Kirby per la serie Nick Fury, Agent of S.H.I.E.L.D. e pubblicato per la prima volta in Strange Tales n. 135 (agosto 1965), il concetto dell'elivelivolo è stato presentato in numerose versioni, venendo però sempre rappresentato come il quartier generale mobile dello S.H.I.E.L.D.

## Storia
Il design originale dell'elivelivolo è attribuito a uno sforzo cooperativo di Tony Stark, l'inventore mutante Forge e Reed Richards. Nel corso dei decenni sono stati costruiti numerosi elivelivoli, e ad alcuni di essi è stato anche attribuito un nome:
- Luxor
- Hermes
- Argus
- Behemoth[2]
- Black Hawk[3]
- Pericles[4]
- Pericles III[5]
- Pericles V[6]
- Samuel Sawyer[7]
- Iliad[8]
- Argonaut[8]
- Prometheus[9]
- Tempest[10]
- Hercules[11]
- Constellation[12].
- Odyssey[13]
- Bellerophon[14]
- Douglass[15]

Dopo che Tony Stark ha sostituito Maria Hill come direttore dello S.H.I.E.L.D., ha progettato una nuova classe di elivelivoli il cui design rosso e oro ricorda l'armatura di Iron Man.
Il principale elivelivolo S.H.I.E.L.D. viene successivamente disabilitato da un virus informatico scatenato da un agente skrull che si finge Edwin Jarvis, come parte della Secret Invasion. Durante tale arco narrativo, il velivolo atterra nel Triangolo delle Bermuda. Si scopre che la maggior parte del personale è skrull, e la nave viene distrutta da Maria Hill.
L'agenzia sostitutiva dello S.H.I.E.L.D., lo H.A.M.M.E.R., ha dismesso gli elivelivoli sopravvissuti, con tre di loro, inclusi l'Iliade e l'Argonauta, rubati da Nick Fury. H.A.M.M.E.R. successivamente commissiona un nuovo elivelivolo secondo le specifiche di Norman Osborn, che viene però distrutto durante l'assedio di Asgard.

## Altri media

### Marvel Cinematic Universe
L'elivelivolo appare anche nel Marvel Cinematic Universe, specificamente in The Avengers, in Captain America: The Winter Soldier e in Avengers: Age of Ultron. L'elivelivolo che compare in The Avengers è stato progettato da Nathan Schroeder, e modellato e animato da Industrial Light and Magic.